# 布格奥伯巴赫
布格奥伯巴赫是德国巴伐利亚州的一个市镇。总面积12.62平方公里，总人口3306人，其中男性1656人，女性1650人（2011年12月31日），人口密度262人/平方公里。